# Rok Drakšič
Rok Drakšič, (* 2. ledna 1987 v Žalci, Jugoslávie) je slovinský zápasník–judista.

## Sportovní kariéra
S judem začal v 7 letech na základní škole v obci Griže nedaleko Celje pod vedením Marjana Fabajana. Později si ho Fabjan stáhnul do Celje, do svého nově otevřeného tréninkového centra. Na mezinárodní scéně se objevuje od svých 17 let. V roce 2008 se kvalifikoval na olympijské hry v Pekingu v superlehké váze, kde vypadl v úvodním kole s Íráncem Masoudhajim Akhondzadehem v boji na zemi. V roce 2012 se kvalifikoval na olympijské hry v Londýně v pololehké, kde vypadl ve druhém zápase s Maďarem Miklósem Ungvárim na šido. Od roku 2013 zápasí v lehké váze, ve které v roce 2013 držel několik měsíců pozici světové jedičky. V roce 2016 se kvalifikoval na své třetí olympijské hry v Riu. V úvodním kole narazil na Izraelce Sagi Mukiho a od začátku měl převahu v boji o úchop. Vybojoval na Izraelci dvě šida, ale v polovině zápasu neuhlídal jeho nástup do curi-goši a prohrál na ippon.
Rok Drakšič je pravoruký judista, na tatami vyniká velkou impulzivností a dynamikou. Nestandardní boj o úchop s výpady do všech možných pozic. Z technik v postoji převládá te-waza (seoi-nage, tai-otoši), ale na ippon vítězí zcela výjimečně. Techniky jsou z úchopu nedotažené, často je musí dopracovat v boji na zemi, ve kterém je velmi silný.

### Vítězství
- 2006 - 1x světový pohár (Moskva)
- 2009 - 1x světový pohár (Budapešť)
- 2010 - 1x světový pohár (Vídeň)
- 2011 - 2x světový pohár (Baku, Amsterdam)
- 2016 - 1x světový pohár (Budapešť)

## Výsledky
| Olympijské hry     |    |   | —  |     |     |    | úč. |     |     |     | úč. |    |     |     | úč. |  |  |  |  |  |  |  |  |  |  |  |  |  |
| Mistrovství světa  |    | — |    | úč. |     | 5. |     | úč. | úč. | 5.  |     | 7. | úč. | úč. |     |  |  |  |  |  |  |  |  |  |  |  |  |  |
| Evropské hry       |    |   |    |     |     |    |     |     |     |     |     |    |     | 3.  |     |  |  |  |  |  |  |  |  |  |  |  |  |  |
| Mistrovství Evropy | —  | — | —  | —   | úč. | 7. | úč. | úč. | 3.  | úč. | 3.  | 1. | 3.  | 3.  | 3.  |  |  |  |  |  |  |  |  |  |  |  |  |  |
| ME do 23 let       |    | — | 3. | —   | —   | —  | —   | 1.  |     |     |     |    |     |     |     |  |  |  |  |  |  |  |  |  |  |  |  |  |
| MS juniorů         | —  |   | —  |     | 3.  |    |     |     |     |     |     |    |     |     |     |  |  |  |  |  |  |  |  |  |  |  |  |  |
| ME juniorů         | —  | — | 2. | 2.  | —   |    |     |     |     |     |     |    |     |     |     |  |  |  |  |  |  |  |  |  |  |  |  |  |
| ME kadetů          | 3. | — |    |     |     |    |     |     |     |     |     |    |     |     |     |  |  |  |  |  |  |  |  |  |  |  |  |  |